# Tessella sertata
Tessella sertata là một loài bướm đêm thuộc phân họ Arctiinae, họ Erebidae.